# Oscar och Lucinda
Oscar och Lucinda (engelska: Oscar and Lucinda) är en australisk-amerikansk dramafilm från 1997 i regi av Gillian Armstrong.
Filmen är baserad på Peter Careys roman Oscar & Lucinda.

## Utmärkelser
Filmen vann sammanlagt tio AACTA Awards 1998.

## Roller i urval
- Ralph Fiennes - Oscar Hopkins/Oscars barnbarnsbarn
  - Adam Hayes - Oscar som ung
  - James Tingby - Oscar, 13 år
- Cate Blanchett - Lucinda Leplastrier
  - Polly Cheshire - Lucinda som ung
- Ciarán Hinds - kyrkoherde Dennis Hassett
- Tom Wilkinson - Hugh Stratton
- Richard Roxburgh - mr Jeffris
- Clive Russell - Theophilus
- Bille Brown - Percy Smith
- Josephine Byrnes - Miriam Chadwick
- Barnaby Kay - Wardley-Fish
- Barry Otto - Jimmy D'Abbs
- Linda Bassett - Betty Stratton
- Geoffrey Rush - berättaren